# Rue Amélie (Bordeaux)
 (août 2017).
Si vous disposez d'ouvrages ou d'articles de référence ou si vous connaissez des sites web de qualité traitant du thème abordé ici, merci de compléter l'article en donnant les références utiles à sa vérifiabilité et en les liant à la section « Notes et références ».
Pour l’article homonyme, voir Rue Amélie.
La rue Amélie est une voie de la ville de Bordeaux,

## Situation et accès
Elle est située dans le quartier de Caudéran. Issue de la rue Pasteur, elle relie cet axe important de Caudéran à la rue Louis-Maydieu, qui permet d'accéder à la Villa Primrose. Bordée de maisons bourgeoises, la rue est ouverte à la circulation en double sens.

## Origine du nom
Il s'agit probablement d'un hommage à l'épouse ou à une de ses filles de Cyprien Balaresque propriétaire des terrains.

## Historique
L'espace délimité actuellement par les rues Jules-Ferry, Louis-Maydieu et Pasteur appartenait jusqu'en 1899 au domaine de Cyprien Balaresque (1834-1901), fils d'Oscar, qui offrit plusieurs terrains à la commune. Cinq voies, dont la rue Amélie, furent ouvertes, dont il put choisir la dénomination.

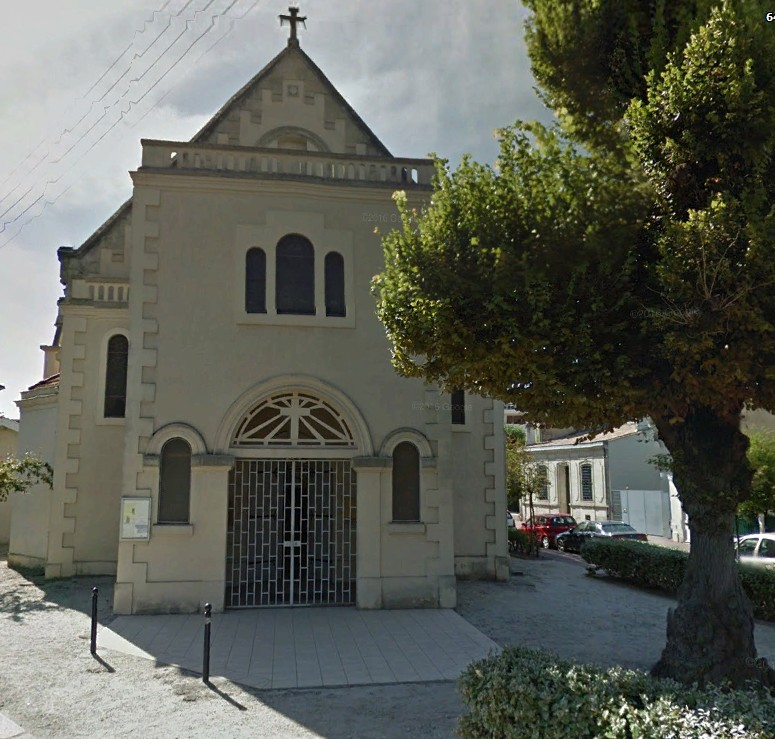
Façade de la chapelle Notre-Dame du Salut.

## Bâtiments remarquables et lieux de mémoire
Cette voie est typique du quartier bourgeois de Caudéran avec ses maisons cossues de la fin du XIXe siècle et du début du XXe siècle. De nombreux décors sculptés, souvent de motifs végétaux et floraux, ornent les portes.[réf. nécessaire]
- no 1 : la chapelle Notre-Dame du Salut, dite chapelle Balaresque. Fondée sur la propriété Balaresque par les assomptionnistes en 1912, elle est devenue église paroissiale en 1937[3]. Sur le flanc nord a été remontée la façade néo-romane de la chapelle d'origine, largement transformée en 1926.
- no 9 : demeure néo-Louis XVI avec fronton, toit à balustrade et balcon en arc-de-cercle soutenu par une console en forme de coquillage.